# Nexus (xưởng phim)
Nexus Co., Ltd. (Nhật: 株式会社Nexus Hepburn: Kabushiki-gaisha Nekusasu) là một xưởng phim hoạt hình Nhật Bản thành lập vào năm 2012.

## Phim sản xuất

### Phim truyền hình
| Năm  | Tên                                             | Đạo diễn                | Số tập | Ghi chú                                                                            | T.k.  |
| ---- | ----------------------------------------------- | ----------------------- | ------ | ---------------------------------------------------------------------------------- | ----- |
| 2015 | Wakaba Girl                                     | Watanabe Masaharu       | 13     | Chuyển thể từ manga bộ khung tranh cùng tên bởi Hara Yui.                          | [ 1 ] |
| 2015 | Rakudai Kishi no Cavalry                        | Ōnuma Shin Tamamura Jin | 12     | Chuyển thể từ light nobel cùng tên của Mirosa Riku. Đồng sản xuất với Silver Link. | [ 2 ] |
| 2018 | Comic Girls                                     | Yoshinobu Tokumoto      | 12     | Chuyển thể từ manga bốn khung tranh cùng tên của Hanzawa Kaori                     | [ 3 ] |
| 2019 | Granbelm                                        | Watanabe Saharu         | 13     | Tác phẩm gốc                                                                       | [ 4 ] |
| 2020 | Darwin's Game                                   | Tokumoto Yoshinobu      | 11     | Chuyển thể từ manga cùng tên của FLIPFLOPs.                                        | [ 5 ] |
| 2022 | Kage no Jitsuryokusha ni Naritakute!            | Nakanishi Kazuya        | 20     | Chuyển thể từ light novel của Aizawa Daisuke.                                      | [ 6 ] |
| 2023 | Kage no Jitsuryokusha ni Naritakute! 2nd Season | Nakanishi Kazuya        | 12     | Phần tiếp theo của Kage no Jitsuryokusha ni Naritakute!.                           | [ 7 ] |

### Phim dài
| Năm  | Tên           | Đạp diễn    | Ghi chú                                       | Tham khảo |
| ---- | ------------- | ----------- | --------------------------------------------- | --------- |
| 2014 | Santa Company | Itoso Kenji | Tác phẩm gốc. Đồng sản xuất với Kenji Studio. |           |